# Chris Powers
Christopher John Powers (* 27. August 1985 in Lynnfield, Massachusetts) ist ein ehemaliger US-amerikanischerEishockeyspieler mit kroatischer Staatsbürgerschaft, der zuletzt bis 2012 beim KHL Medveščak Zagreb unter Vertrag stand.

## Karriere
Chris Powers begann seine Karriere als Eishockeyspieler in der Mannschaft des Trinity College, für das er von 2005 bis 2009 in der National Collegiate Athletic Association aktiv war. Anschließend erhielt der Verteidiger für die Saison 2009/10 einen Vertrag beim KHL Medveščak Zagreb, für den er in seiner ersten Spielzeit im professionellen Eishockey in der Österreichischen Eishockey-Liga in insgesamt 63 Spielen je ein Tor und eine Vorlage erzielte. In der Saison 2010/11 konnte er sich auf 13 Vorlagen in 58 Spielen steigern. Mit Medveščak gewann er zudem 2010 und 2011 den kroatischen Meistertitel. 2012 beendete er seine Karriere.

### International
Nach dem Erwerb der kroatischen Staatsbürgerschaft nahm Powers mit der kroatischen Nationalmannschaft an der Weltmeisterschaft 2012 in der Division I teil und erzielte beim 6:3-Erfolg über Nachbar Serbien den Treffer zum zwischenzeitlichen 5:2.

## Erfolge und Auszeichnungen
- 2010 Kroatischer Meister mit dem KHL Medveščak Zagreb
- 2011 Kroatischer Meister mit dem KHL Medveščak Zagreb

## EBEL-Statistik
(Stand: Ende der Saison 2010/11)